# Политис (1992)
„Политис“ (на гръцки: «Πολίτης», в превод Гражданин) е гръцки вестник, издаван в град Лерин (Флорина), Гърция, от 1992 година.

## История
Вестникът започва да излиза на 22 декември 1992 година. Негов издател и собственик е Янис Николцанис. Първоначално излиза на четири страници, а след това и на осем страници.